# Райна, Анкита
Анкита Райна (англ. Ankita Raina; род. 11 января 1993, Ахмадабад, Гуджарат) — индийская профессиональная теннисистка. Победительница одного турнира WTA и одного турнира WTA 125 в парном разряде; победительница сорока одного турнира ITF (11 — в одиночном разряде); участница Олимпийских игр 2020 года.
С 2013 года Райна представляет Индию на Кубке Билли Джин Кинг, где её рекорд W/L: 34—32.

## Общая информация
Родилась 11 января 1993 года в городе Ахмадабад, в штате Гуджарат, на западе Индии.

## Спортивная карьера
В 2012—2020 годах стала победительницей одиннадцати турниров ITF в одиночном разряде.
И в 2011—2025 годах стала победительницей ещё тридцати турниров ITF в парном разряде.

### 2018
В ноябре 2018 года стала победительницей парного разряда турнира категории WTA 125 OEC Taipei WTA Challenger на Тайване, вместе с соотечественницей Карман Тханди, где они в финале победили российскую пару Натела Дзаламидзе и Ольга Дорошина со счётом 6-3, 5-7, [12:12] ret.

### 2021
В феврале 2021 года стала победительницей парного разряда турнира категории WTA 250 Phillip Island Trophy в Мельбурне (Австралия), вместе с россиянкой Камиллой Рахимовой, где они в финале победили российскую пару Анастасия Потапова и Анна Блинкова со счётом 2-6, 6-4, [10:7].
В конце мая 2021 года на Открытом чемпионате Франции в одиночном разряде дошла до полуфинала квалификации, в котором проиграла бельгийке Грет Миннен со счётом 2-6, 0-6.
Она также участвовала в парном разряде этого турнира вместе с американкой Лорен Дэвис, но в первом раунде соревнований они проиграли Луции Градецкой и Лауре Зигемунд со счётом 4-6, 4-6.
В конце июля 2021 года участвовала в парном разряде Олимпийских игр вместе с соотечественницей Саня Мирза, но в первом раунде соревнований они проиграли украинской паре Людмила Киченок и Надежда Киченок со счётом 6-0, 6-7, [8:10].